# Gabriel Souart
L'Abbé Gabriel Souart (c. 1611 – 8 mars 1691) est un prêtre sulpicien et le neveu du père Joseph Le Caron. Il fut le premier prêtre à Montréal.
Souart entra dans la prêtrise tard dans la vie, car il avait étudié et pratiqué la médecine avant.  Il est devenu prêtre en 1650, et fut envoyé en Nouvelle-France pour aider à la fondation du séminaire de Montréal. En même temps, il organisa la paroisse qui était depuis 1642 administrée par les Jésuites. Il fut aussi remplaçant de son supérieur, l'abbé Queylus, chapelain de la congrégation de la Basilique Notre-Dame et de l'Hôtel-Dieu de Montréal.